# Sol-tracker
En sol-tracker er en generisk term anvendt til at beskrive enheder som orienterer forskellige payloads mod solen. Payloads kan være solcellepaneler, solvarmepaneler, reflektorer, linser eller andre optiske enheder.
Standard solcelle trackers anvendes for at minimere vinklen mellem indstrålingsvinklen og normalen til solpanelet. Dette øger mængden af energi som produceres i forhold til et fast monteret solpanel. I standard solcelleanvendelser estimeres det at sol-trackers anvendes i mindst 85% af kommercielle installationer større end 1MW fra 2009 til 2012.

## Sol-tracker typer
Sol-trackers kan grupperes i klasser efter antallet og orienteringen af sol-trackerens akser. Sammenlignet med fast montering, øger en enkelt-akse sol-tracker årligt output med omkring 30% – og en 2-akse sol-tracker med yderligere 6%.
Fastmonterede paneler orienteres såvidt muligt med fladen mod syd, skråtstillet med cirka 30 graders hældning i forhold til vandret i Danmark, for at få mest muligt solenergi ved mid-dag. For større panelrækker monteres rækken derfor på en øst-vest retning. 
Enkelt-aksede panelrækker på sol-trackers monteres på nord-syd retning, så panelerne vender mod øst om morgenen, og mod vest om aftenen. Derved kan de årligt producere hvad der svarer til 1.250 timers strøm ved fuld effekt i Danmark.

## Drevtyper
Sol-trackere fås i aktive og passive typer. Aktive anvender tilført energi til orienteringen – passive anvender f.eks. en eller anden mekanisk transducereffekt som f.eks. bruger masket sollys til orientering ved at anvende mere eller mindre opvarmet bimetal.
Nogle sol-trackere baserer deres orientering efter solen via et ur og kaldes kronologiske sol-trackere. Ulempen er at disse ikke nødvendigvis er optimale. Fordelen er at de lettere at lave og sandsynligvis bruger mindre energi.